# Рјоза (Тревизо)
Рјоза је насеље у Италији у округу Тревизо, региону Венето.
Према процени из 2011. у насељу је живело 65 становника. Насеље се налази на надморској висини од 84 м.